# Fryderyk za album roku pop alternatywny
Fryderyk za album roku pop alternatywny – polska nagroda muzyczna Fryderyk, przyznawana corocznie od roku 2019 w sekcji muzyki rozrywkowej w kategorii album roku pop alternatywny. Honoruje wykonawców, a w 2019 dodatkowo producentów muzycznych, za album popu alternatywnego. Fryderyki są przyznawane od 1995 przez Związek Producentów Audio-Video (ZPAV) za osiągnięcia w rodzimym przemyśle muzycznym. Od 2000 za wyłanianie nominowanych, a następnie laureatów odpowiedzialna jest powołana przez ZPAV Akademia Fonograficzna.
Kategoria została wprowadzona podczas Fryderyków 2019 na pograniczu kategorii album roku pop i album roku muzyka alternatywna. W edycjach od 2022 do 2024 zmieniła nazwę na album roku indie pop. Od edycji 2025 powróciła do poprzedniej nazwy, ponadto nowy regulamin sprecyzował, że obejmuje podgatunki: indie, piosenka autorska, electro, soul i R&B.
Najwięcej nominacji w kategorii (po 3) otrzymali Błażej Król i Kasia Lins. Daria ze Śląska jako jedyna wygrała w niej 2 razy.

## Laureaci i nominowani
| Rok  | Nagrodzony album         | Nagrodzeni artyści                            | Pozostałe nominacje | Źr.    |
| ---- | ------------------------ | --------------------------------------------- | --- | ------ |

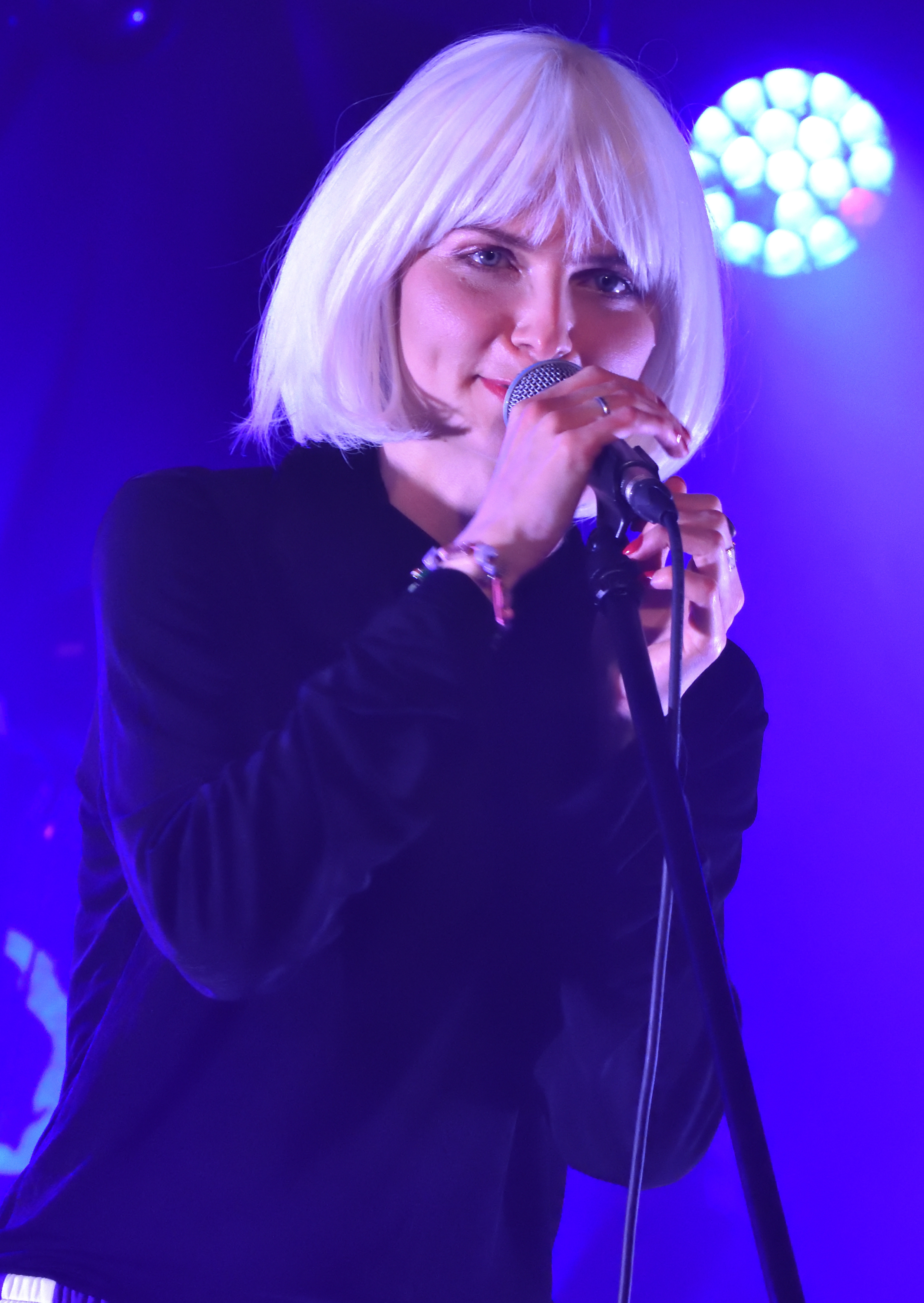
Daria ze Śląska, rekordowa dwukrotna laureatka i dwukrotnie nominowana (w 2024 i 2025)

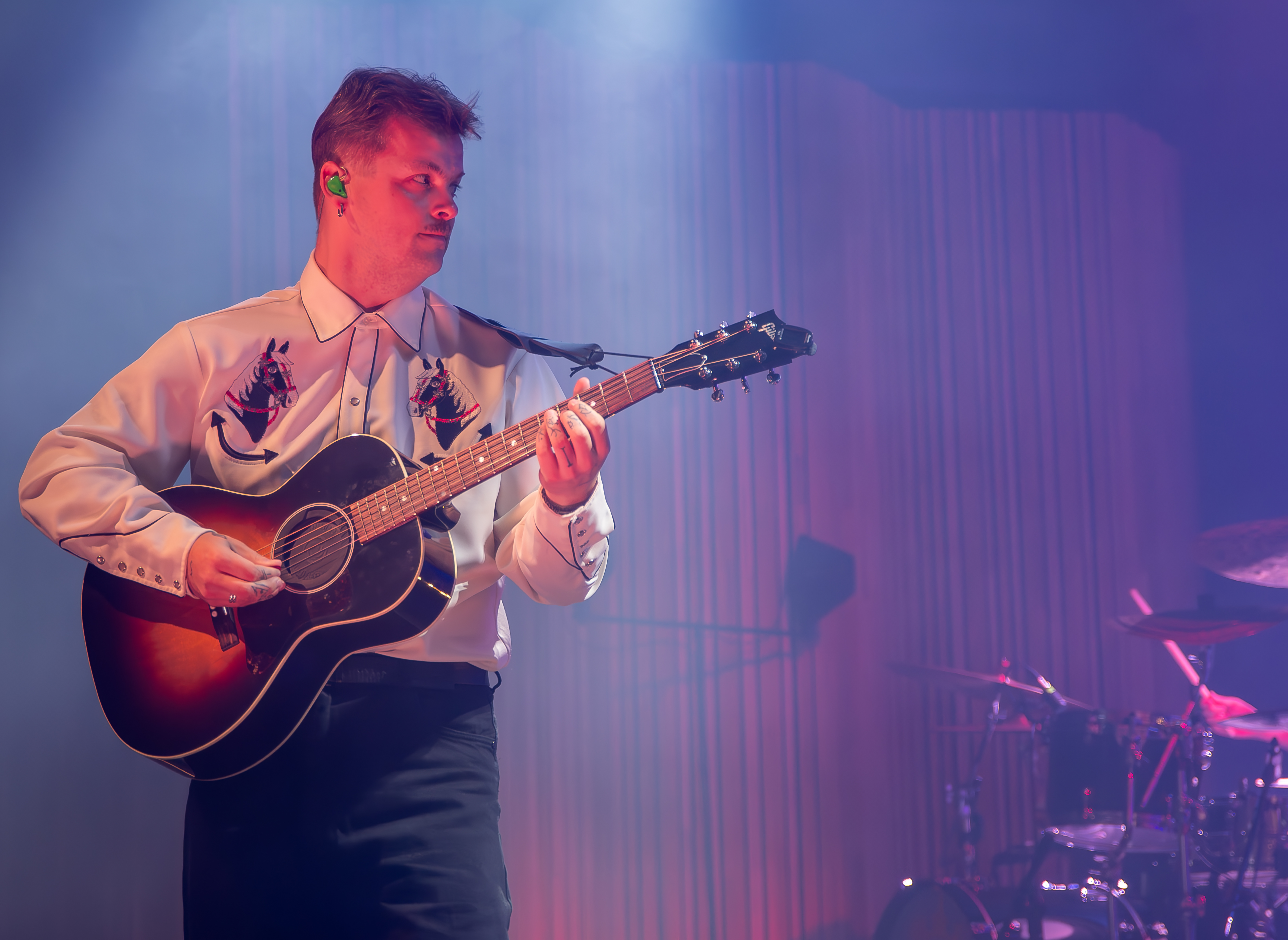
Błażej Król, trzykrotnie nominowany (w 2020, 2022 i 2025)

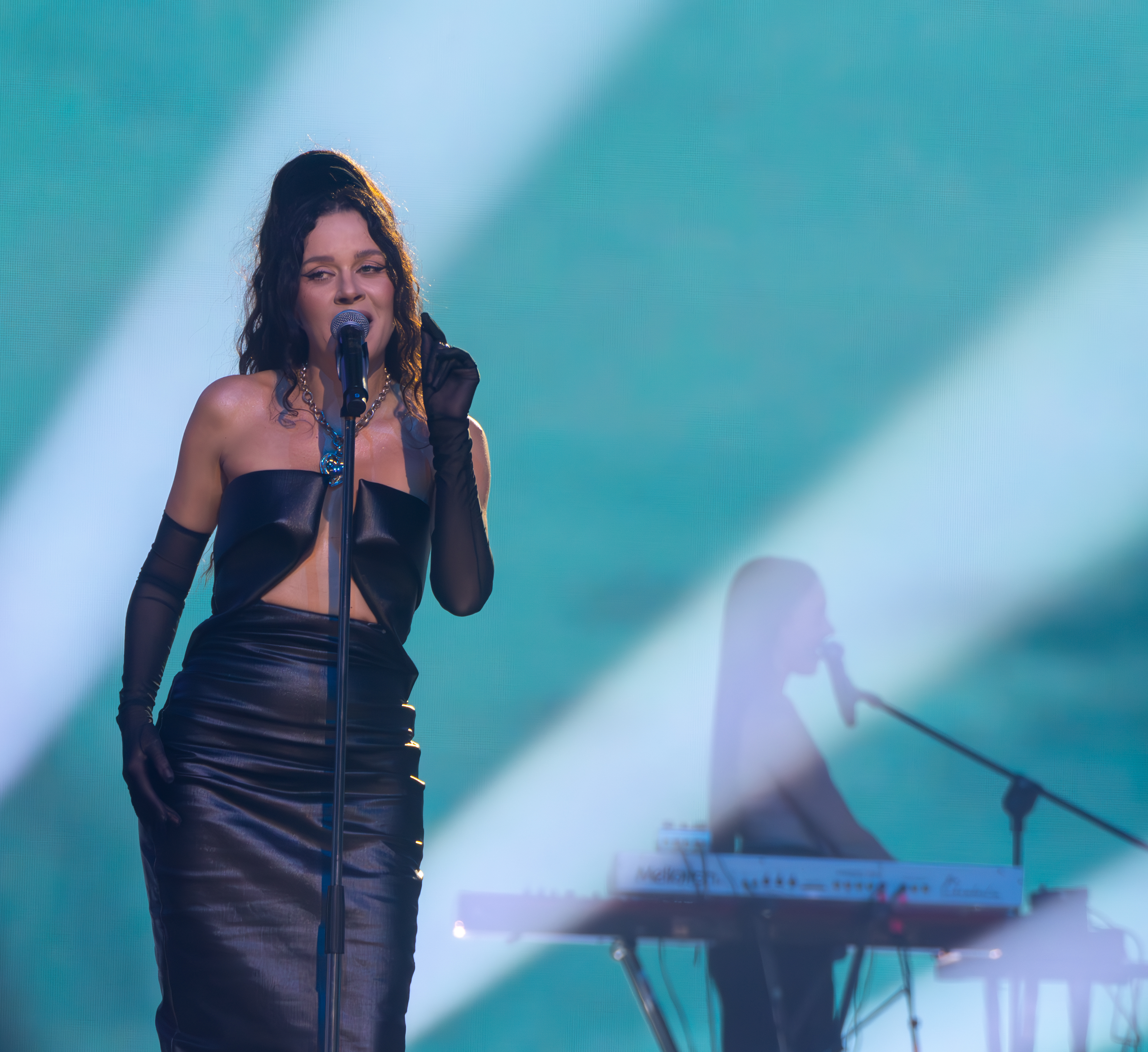
Kasia Lins, trzykrotnie nominowana (w 2019, 2021 i 2024)

| 2019 | Migawka                  | Mela Koteluk - produkcja: Marek Dziedzic      | - Dom z ognia – Barbara Wrońska - produkcja: Barbara Wrońska - Marginal – Pablopavo i Ludziki - produkcja: Andrzej Giegiel i Ludziki - Raj – The Dumplings - produkcja: Kuba Karaś - Wiersz ostatni – Kasia Lins - produkcja: Marcin Bors i Michał Lange | [ 4 ]  |
| 2020 | Helsinki                 | Daria Zawiałow                                | - Ja na imię niewidzialna mam – sanah - Muzyka i słowa – Stanisław Soyka - Nieumiarkowania – Król - Radar – Fisz Emade Tworzywo | [ 5 ]  |
| 2021 | Zabawa                   | Krzysztof Zalewski                            | - Home – Hania Rani - Kundel – Artur Rojek - Moja wina – Kasia Lins - Poczekalnia – Vito Bambino | [ 6 ]  |
| 2022 | Ciche dni                | Kaśka Sochacka                                | - Brut – Brodka - Dziękuję – Król - Mogło być nic – Kwiat Jabłoni - MTV Unplugged – Natalia Przybysz | [ 7 ]  |
| 2023 | Amore assoluto per ennio | Mitch & Mitch con il loro Gruppo Etereofonico | - Bal u Rafała – Ralph Kaminski - Igo – Igo - Piosenki, których nikt nie chciał – Rubens - Renesans – Sorry Boys | [ 8 ]  |
| 2024 | Tu była                  | Daria ze Śląska                               | - Degrengolada – Nosowska - Pracownia – Vito Bambino - Omen – Kasia Lins - Tam – Natalia Przybysz | [ 9 ]  |
| 2025 | Na południu bez zmian    | Daria ze Śląska                               | - Atlas iskier – Karaś/Rogucki - Bailando – Tomasz Makowiecki - Czekam na świt – Wiktor Waligóra - Kasia i Błażej – Nosowska i Błażej Król | [ 10 ] |

## Statystyki
| Liczba | Osoba/zespół    | Lata       |
| ------ | --------------- | ---------- |
| 2      | Daria ze Śląska | 2024, 2025 |

| Liczba | Osoba/zespół       | Lata             |
| ------ | ------------------ | ---------------- |
| 3      | Błażej Król        | 2020, 2022, 2025 |
| 3      | Kasia Lins         | 2019, 2021, 2024 |
| 2      | Daria ze Śląska    | 2024, 2025       |
| 2      | Katarzyna Nosowska | 2024, 2025       |
| 2      | Kuba Karaś         | 2019, 2025       |
| 2      | Natalia Przybysz   | 2022, 2024       |
| 2      | Vito Bambino       | 2021, 2024       |